# Ampfer-Knöterich
Der Ampfer-Knöterich (Persicaria lapathifolia) ist eine Pflanzenart aus der Gattung der Knöteriche (Persicaria) innerhalb der Familie der Knöterichgewächse (Polygonaceae).

## Beschreibung

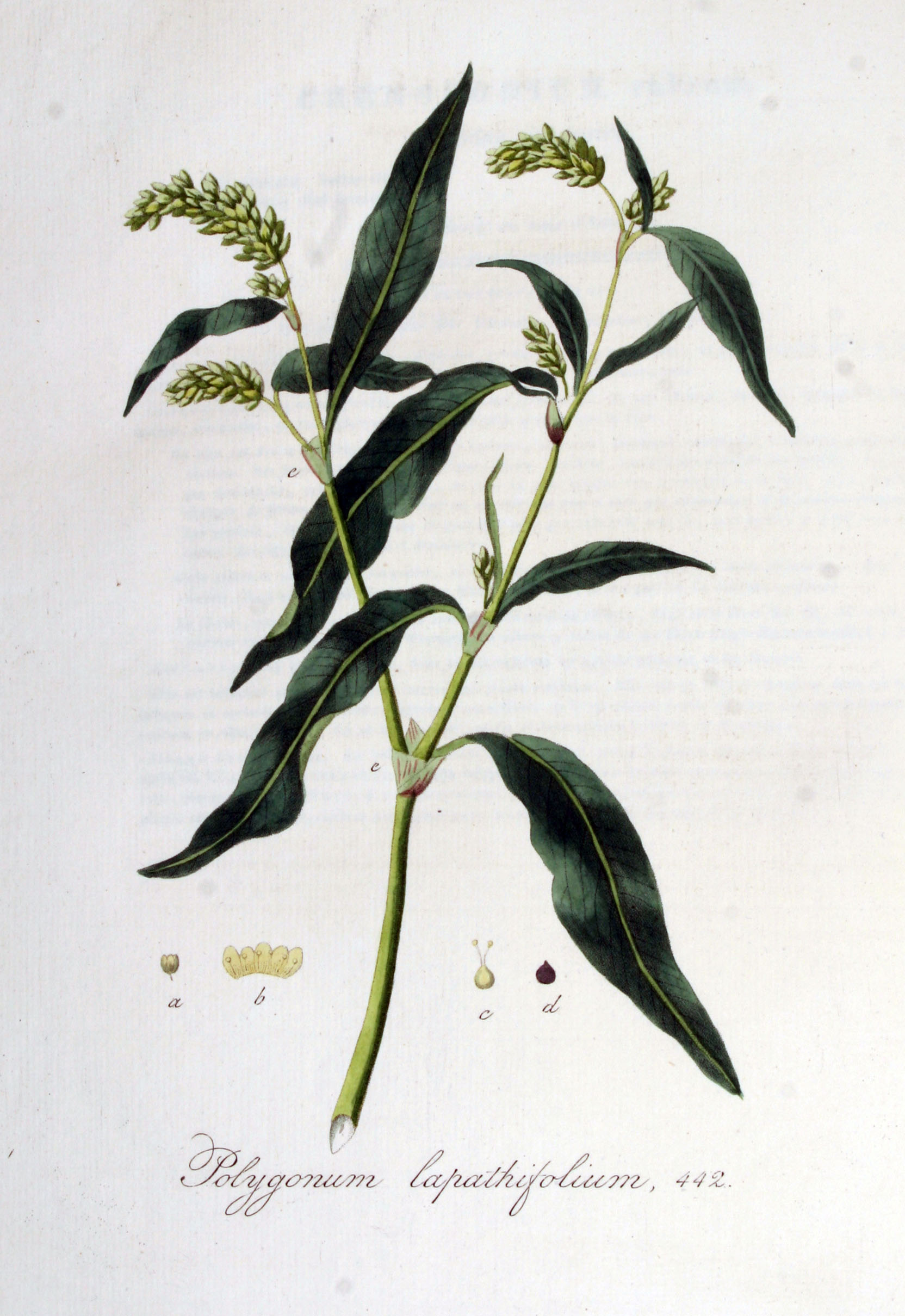
Illustration aus Flora Batava, Band 6

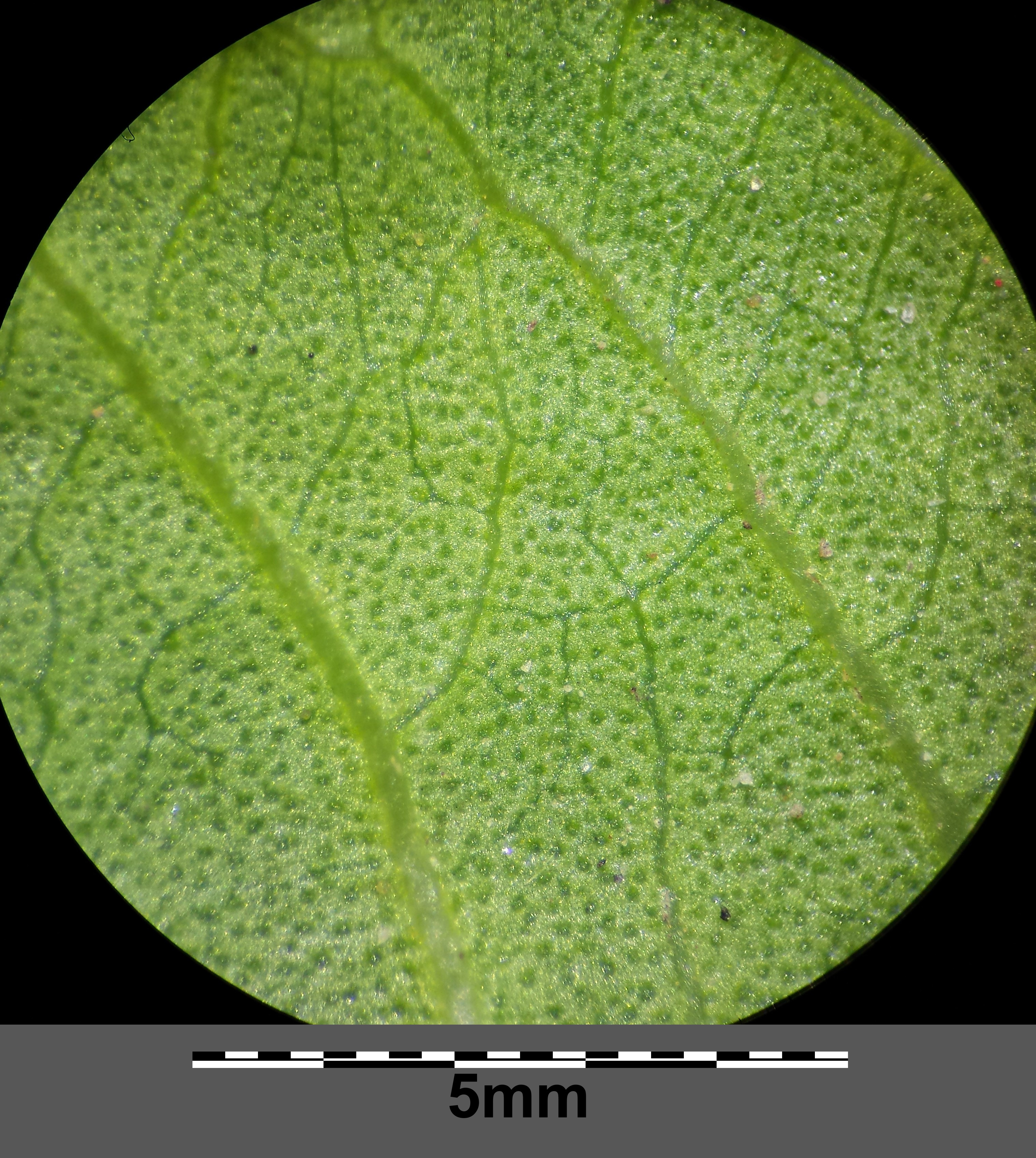
Die Laubblätter sind unterseits drüsig punktiert.

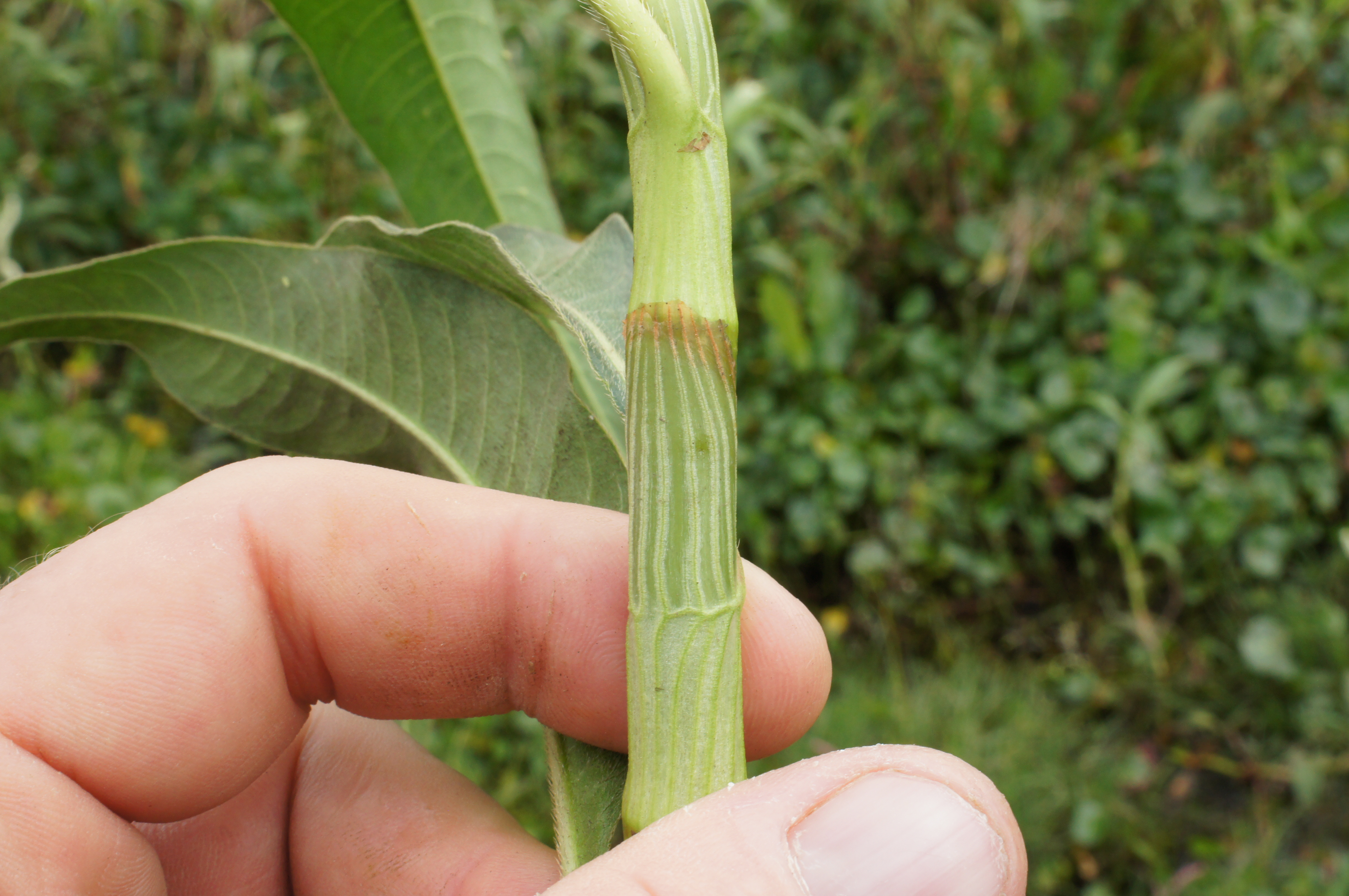
Ochrea

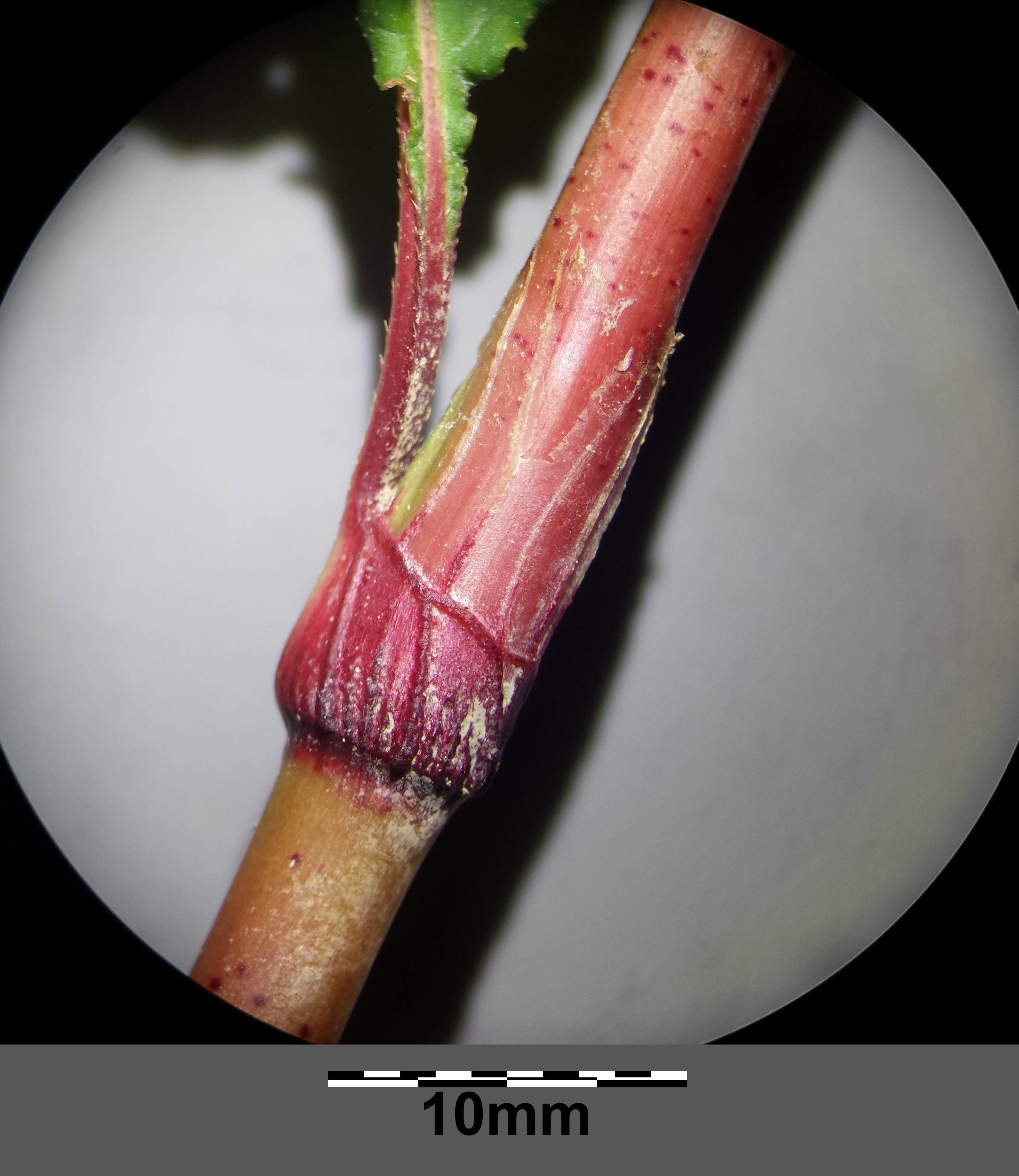
Die Nebenblattscheiden (Ochreae) sind nicht oder nur kurz bewimpert.

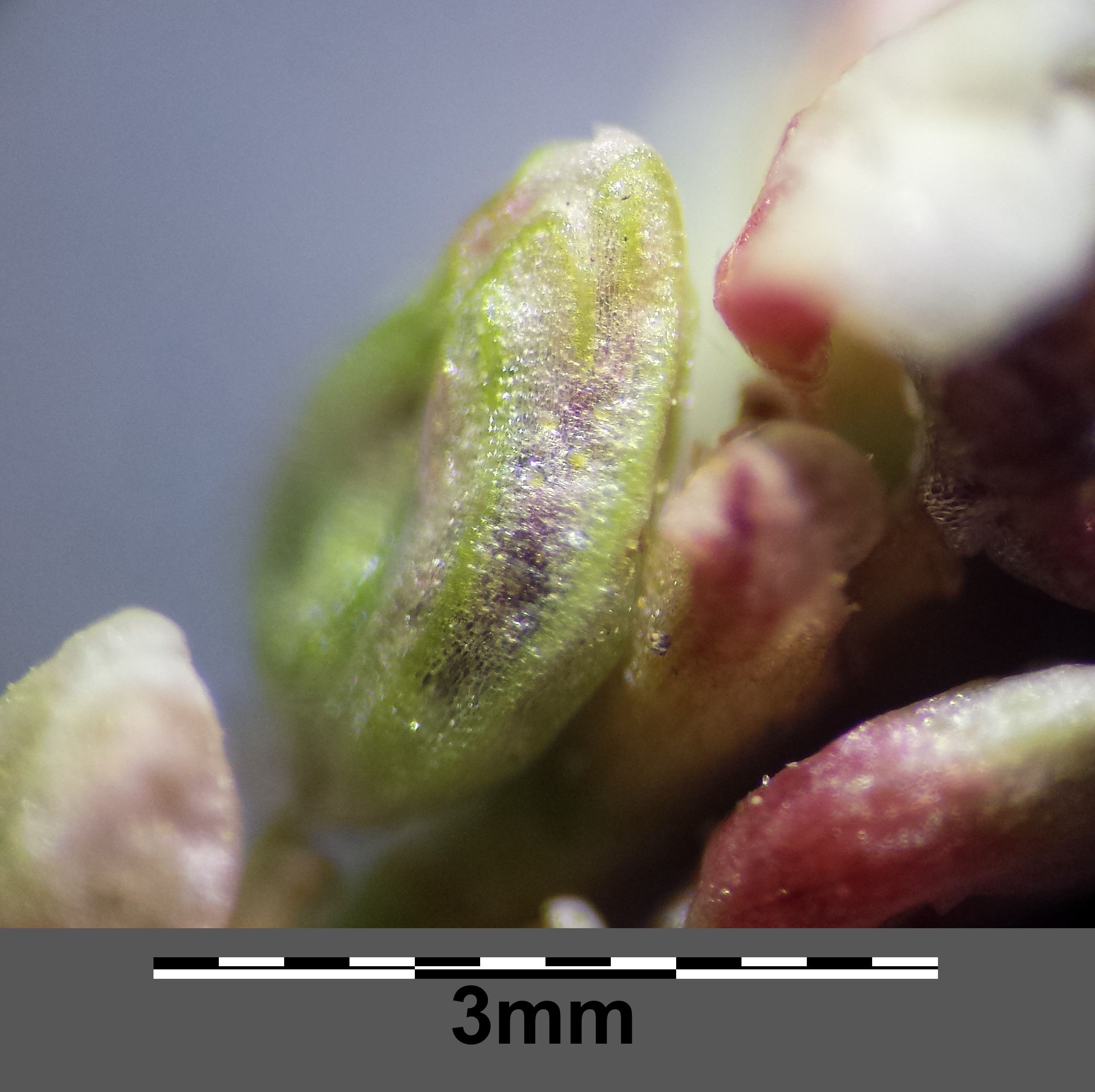
Die weißlichen, grünlichen, seltener rötlichen Perigonblätter weisen ankerförmig gebogene Nerven auf.

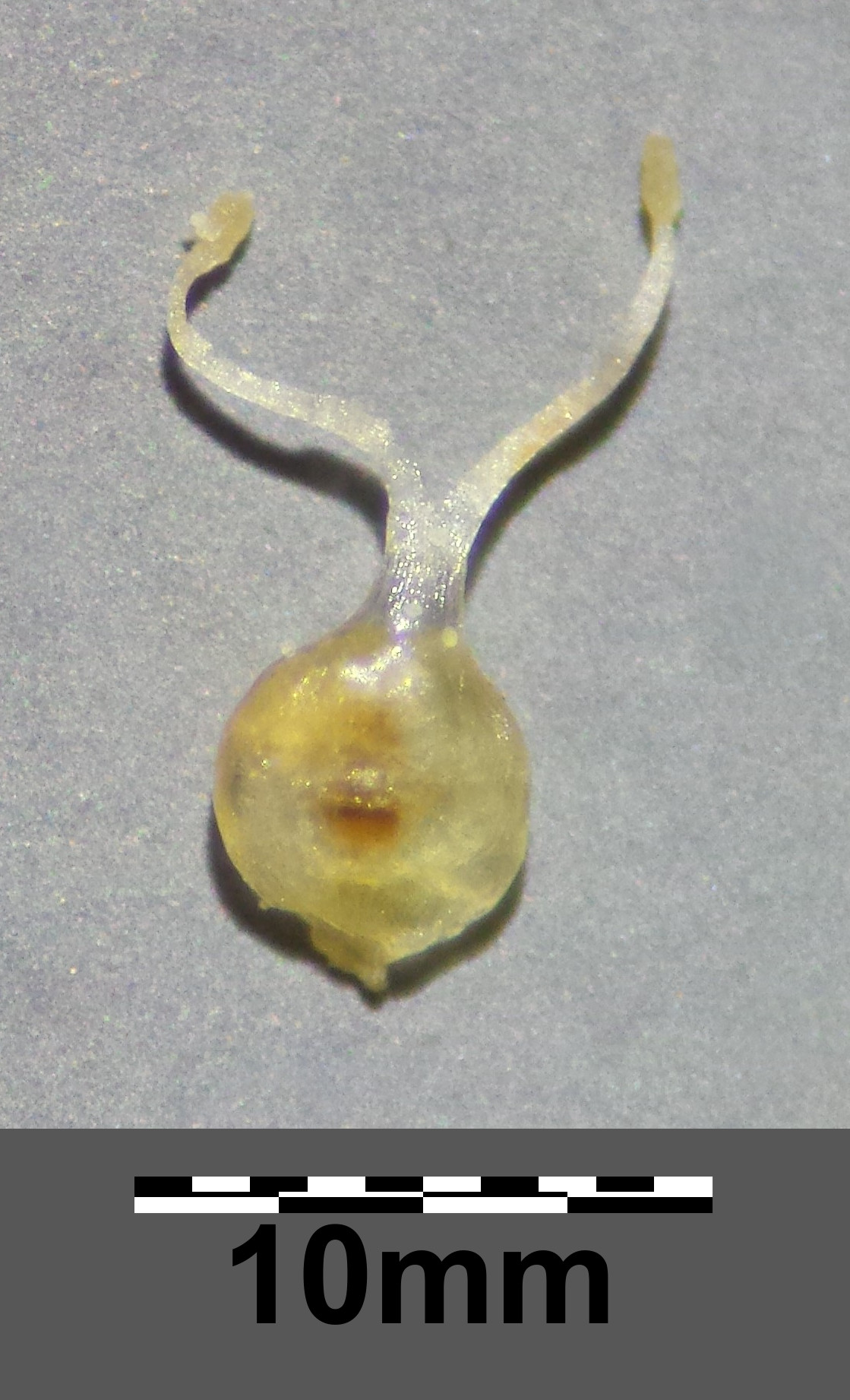
Fruchtknoten, die zwei Griffel sind am Grund miteinander verwachsen.

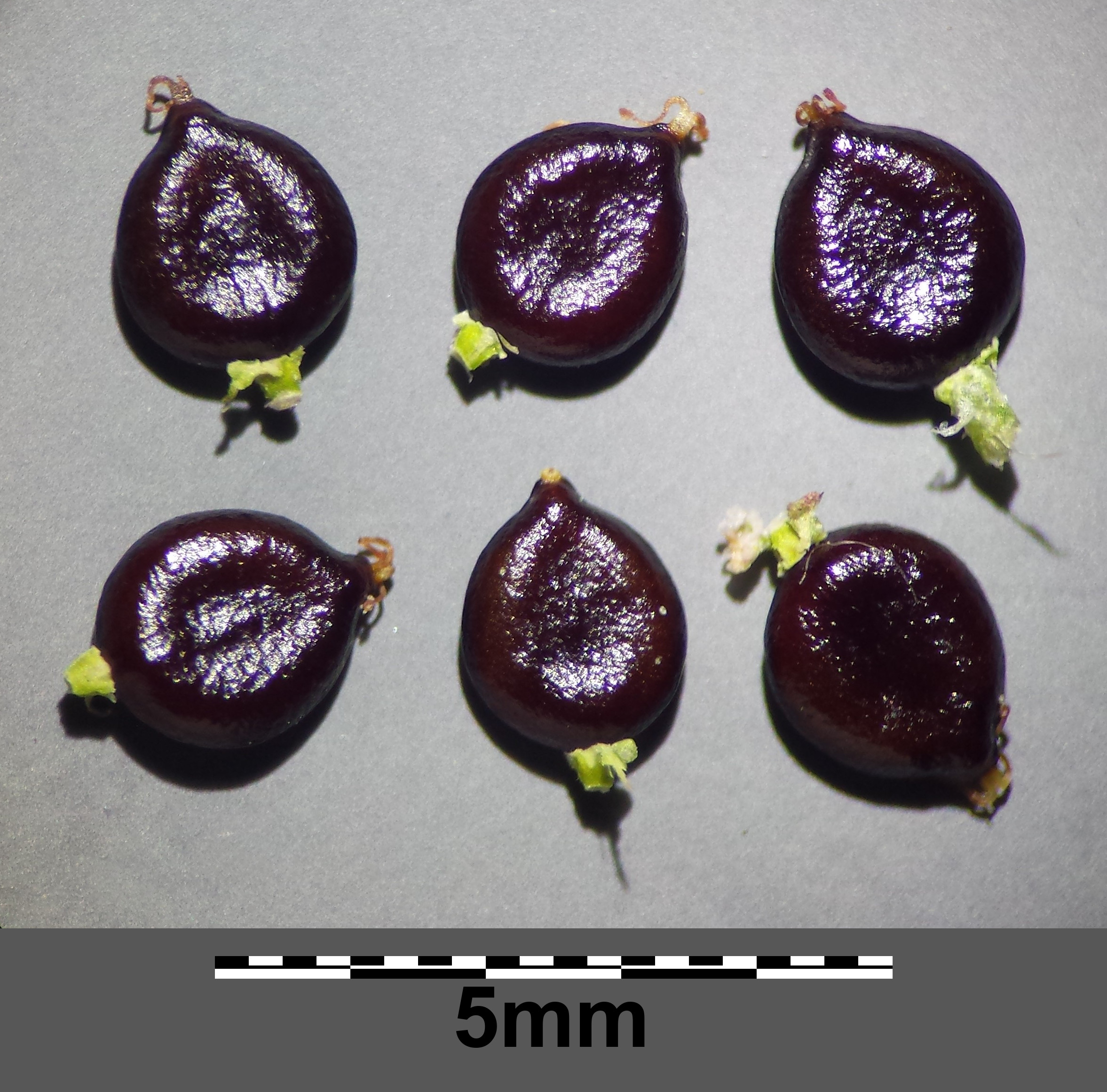
Nüsse

Der Ampfer-Knöterich wächst als einjährige krautige Pflanze und erreicht sehr unterschiedliche Wuchshöhen von 10 bis 150 Zentimetern. Die aufsteigenden bis aufrechten Stängel sind stark verzweigt bis nur wenig verzweigt und sind kahl, seltener auch sehr kurz und angedrückt behaart oder schwach drüsig. An den erdnahen Knoten (Nodien) wurzeln sie häufig. Die Stängel sind oft ganz rot, rot überlaufen oder rot gepunktet.
Die Laubblätter sind eiförmig bis lanzettlich und je nach Unterart zwei- bis sechsmal so lang wie breit. Oft haben sie in der Mitte der Blattfläche einen dunkelroten Fleck. Die Ochrea ist bräunlich und zylindrisch. Im Gegensatz zum ähnlichen Floh-Knöterich (Persicaria maculosa) ist die Ochrea am oberen Rand kahl oder nur kurz (< 0,5 Millimeter) bewimpert.
Die Blütezeit reicht von Juni bis Oktober. Die meistens endständigen, manchmal seitenständigen Blütenstände bestehen aus zwei bis fünf locker voneinander getrennten scheinährigen Teilblütenständen. Die aufrechten oder etwas überhängenden Teilblütenstände sind dicht walzenförmig und ihr Durchmesser beträgt zur Fruchtzeit 6 bis 8 Millimeter. Die Blüten sind grünlichweiß bis rosafarben. Es sind vier, seltener fünf Tepalen vorhanden.
Die Chromosomenzahl beträgt 2n = 22 oder 32.

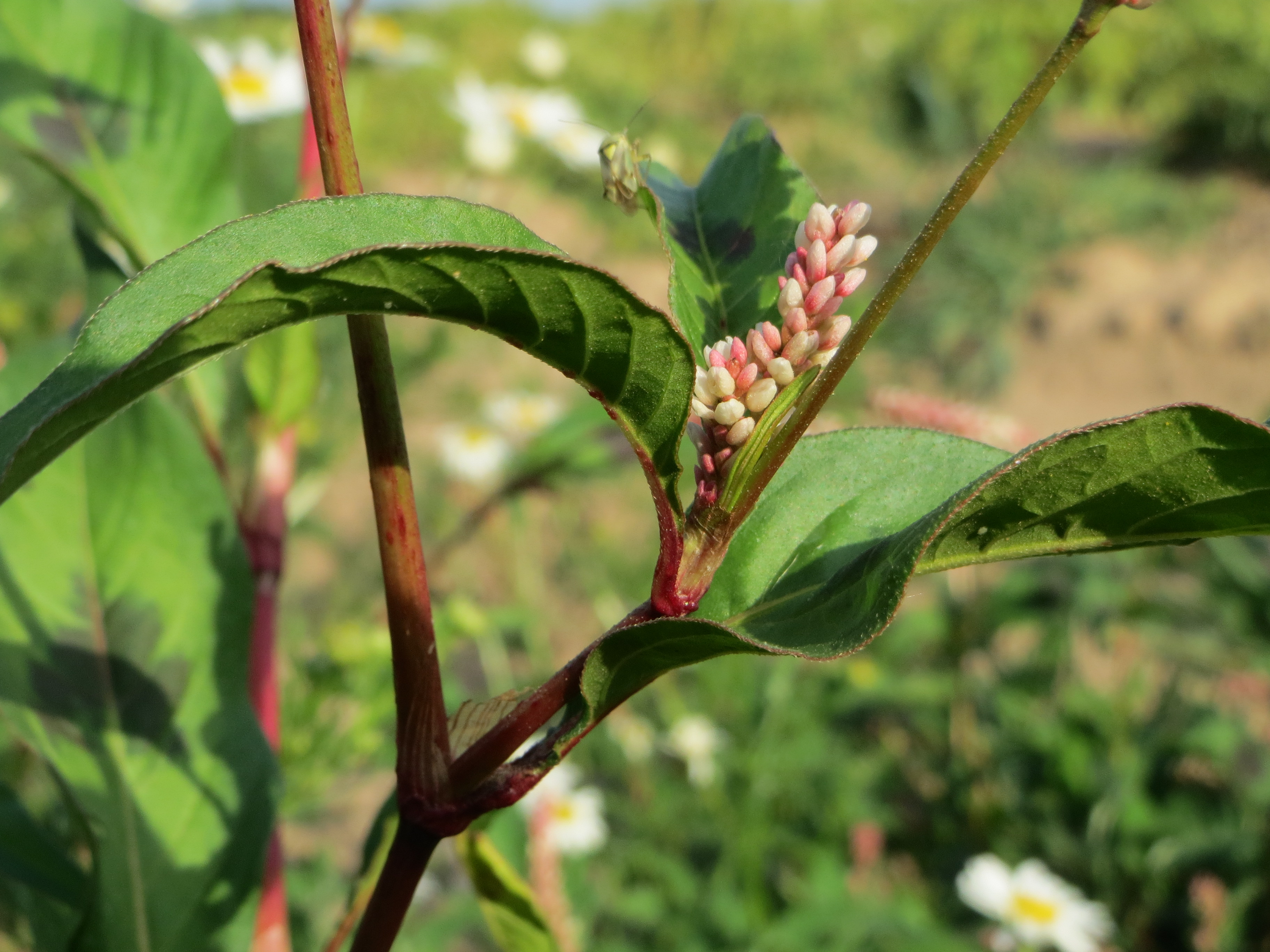
Laubblätter und Blütenstand

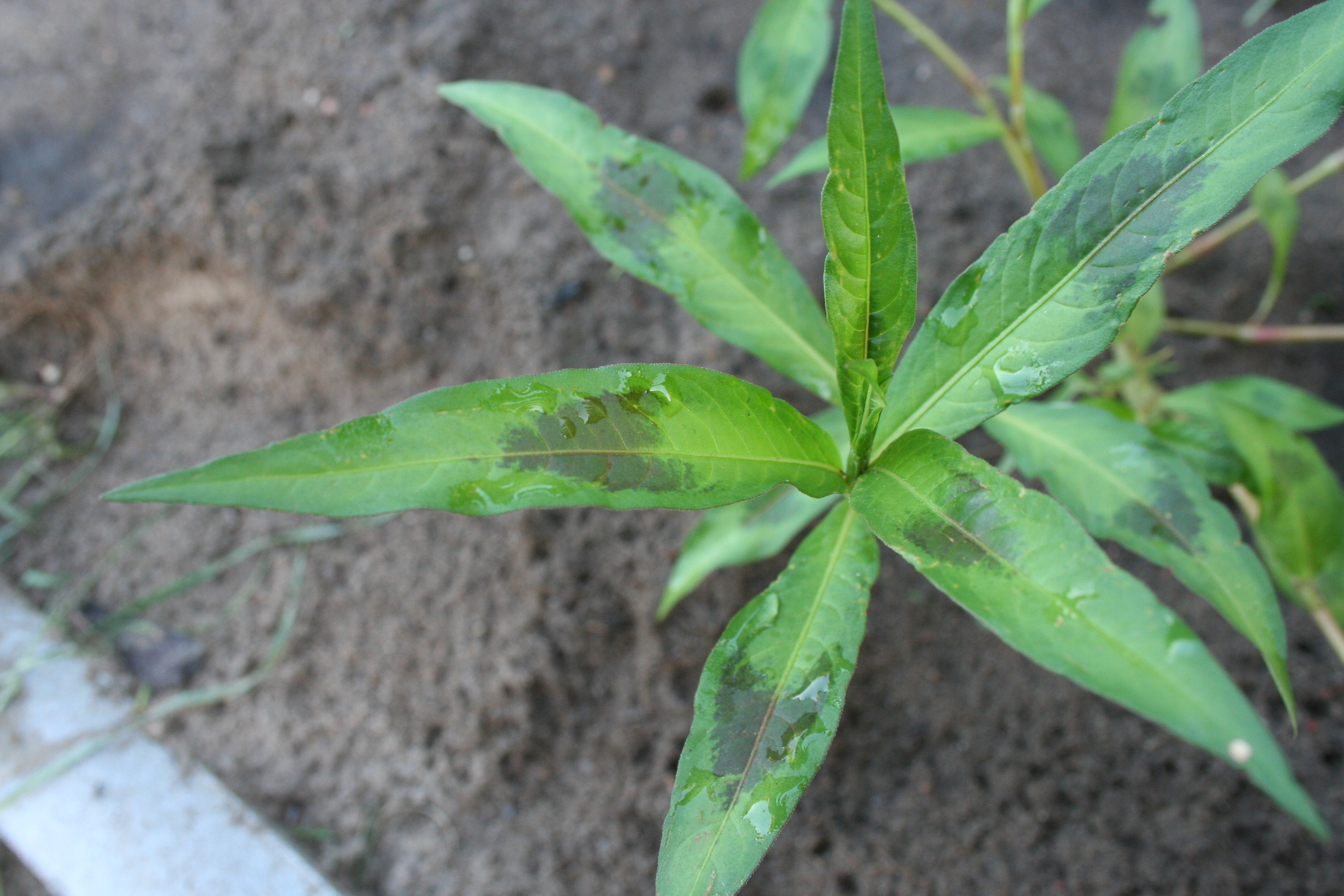
Charakteristische Zeichnung auf den Blättern.

## Ökologie
Der Ampfer-Knöterich ist sommerannuell und wurzelt 20 bis über 100 Zentimeter tief.
Wegen der geringen Produktion von Nektar ist der Blütenbesuch spärlich und es erfolgt meist Selbstbestäubung.
Die flachen, bis zu 3 Millimeter langen und 3 mg schweren Nussfrüchte werden meist mitsamt dem Perigon ausgebreitet. Beim Verwesen der Perigonblätter bleiben die an der Spitze hakenförmig gekrümmten Leitbündel als Ankerhaken stehen und ermöglichen eine Klettausbreitung. Daneben erfolgt Zufallsausbreitung durch Huftiere, Bearbeitungsausbreitung durch Vögel und Menschenausbreitung durch Verschleppung mit Ackererde. Außerdem ist die Pflanze ein Kieswanderer an Fließgewässern. Fruchtreife ist von September bis Oktober.

## Vorkommen
Persicaria lapathifolia ist fast kosmopolitisch verbreitet. In Mitteleuropa ist sie überall verbreitet und häufig.
Persicaria lapathifolia wächst meist an nassen oder feuchten, offenerdigen, sowohl schlammigen als auch sandigen oder kiesigen, bevorzugt nährstoffreichen Stellen wie in Gräben, an erdigen Flussufern oder nassen Ackerrändern. Sie ist in Mitteleuropa eine Charakterart der Ordnung Bidentetalia, kommt aber auch in Gesellschaften der Ordnung Polygono-Chenopodietalia vor.

## Systematik
Die Erstveröffentlichung erfolgte unter dem Namen (Basionym) Polygonum lapathifolium durch Carl von Linné. Die Neukombination zu Persicaria lapathifolia (L.) Delarb. wurde durch Antoine Delarbre veröffentlicht.
Der Ampfer-Knöterich (Persicaria lapathifolia s. l.) ist ein schwieriger Artkomplex, der in mehrere Dutzend Kleinarten eingeteilt wird, deren Status allerdings meist noch nicht abschließend geklärt ist. Zur Unterscheidung der Kleinarten werden insbesondere die Blattform und -behaarung, die Färbung der Blüten und die Wuchsform herangezogen.
Die folgende Liste der in Deutschland vorkommenden Kleinarten (hier als Unterarten) richtet sich nach Haeupler. Es gibt allerdings eine unüberschaubare Anzahl von Synonymen.
- Gewöhnlicher Ampfer-Knöterich oder Ufer-Ampfer-Knöterich (Persicaria lapathifolia (L.) Delarbre subsp. lapathifolia oder Persicaria lapathifolia s. str.) Die Chromosomenzahl beträgt 2n = 22.[1] Sie wurzelt bis 80 Zentimeter tief.[1] In den Allgäuer Alpen steigt sie bis zu einer Höhenlage von 1220 Metern auf.[2]
- Fluss-Ampfer-Knöterich (Persicaria lapathifolia subsp. brittingeri (Opiz) Sojak; Syn.: Polygonum lapathifolium subsp. danubiale (Kern.) Dans.): Sie ist eine Charakterart des Chenopodio-Polygonetum brittingeri aus dem Verband Chenopodion rubri.[1] Die Chromosomenzahl beträgt 2n = 22.[1]
- Mittlerer Ampfer-Knöterich (Persicaria lapathifolia subsp. mesomorpha (Danser) Sojak): Sie kommt in Gesellschaften der Verbände Bidention oder Polygono-Chenopodion vor.[1] Die Chromosomenzahl beträgt 2n = 32.[1]
- Acker-Ampfer-Knöterich (Persicaria lapathifolia subsp. pallida (With.) A.Löve): Sie ist eine Charakterart der Ordnung Polygono-Chenopodietalia.[1] Die Chromosomenzahl beträgt 2n = 22.[1]
- Lein-Ampfer-Knöterich (Persicaria lapathifolia subsp. leptoclada (Danser) Wisskirchen): Sie ist eine Charakterart des Verbands Lolio-Linion.[1]

## Verwendung
Der Ampfer-Knöterich wird zuweilen als nährstoffreiches Schweinefutter genutzt.